# Mos Teutonicus

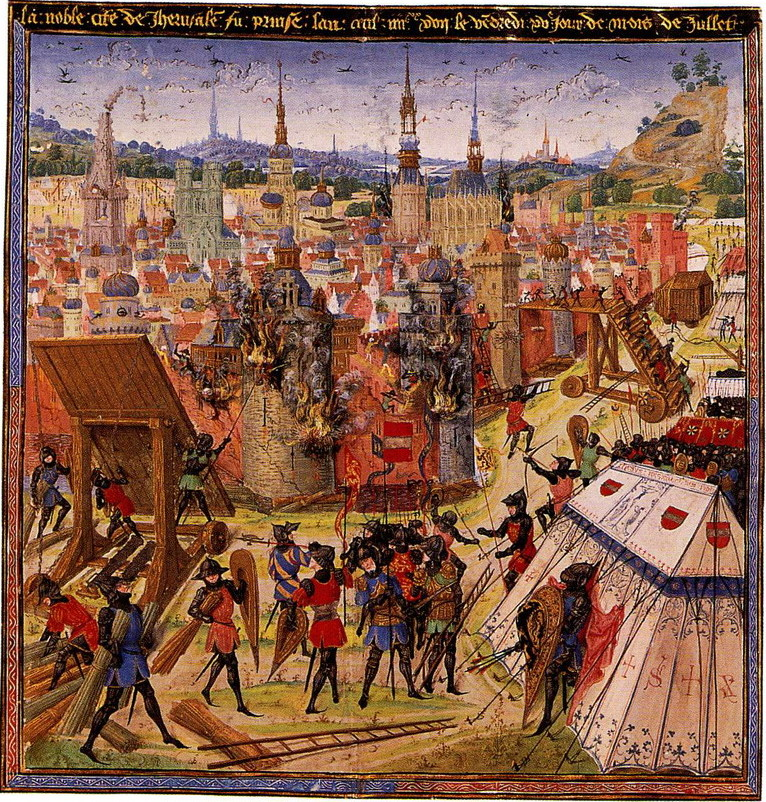
Bataille lors des Croisades : le mos Teutonicus remédie à la décomposition du cadavre des chevaliers morts, afin qu'ils soient transportés dans leur lieu d'inhumation souhaité.

Le mos Teutonicus (locution latine, littéralement « usage teuton », rappelant l'origine germanique de cette coutume), parfois appelé mos Gallicus (« usage gaulois »), désigne une technique funéraire d'excarnation utilisée dans l'Europe médiévale. Consistant à séparer les os de la chair du cadavre, cette technique hygiénique permet ainsi pour les grands seigneurs et prélats mourant loin de leur communauté de rapatrier leurs os avant que leur corps ne soit putréfié.

## Contexte

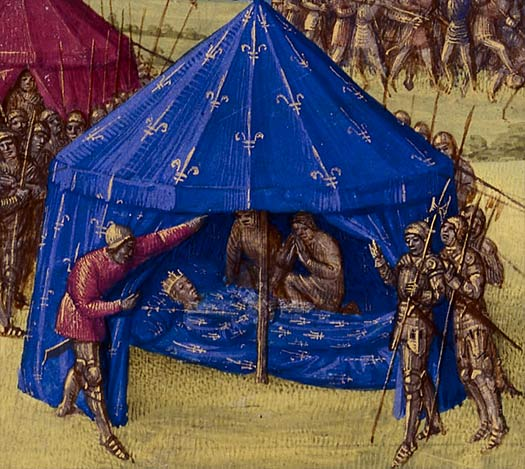
À la mort de Saint Louis, l'embaumement interne étant insuffisant pour éviter la putréfaction du corps durant son long retour, on a recours au mos Teutonicus.

La technique d'embaumement pratiquée en Égypte antique perdure quelque temps dans la Rome antique puis tombe en désuétude. Au début du Moyen Âge, l'art égyptien dans ce domaine est perdu et la technique d'embaumement est rudimentaire, à l'exception de grands seigneurs et prélats qui peuvent s'offrir le savoir-faire d'embaumeurs (le baume et les épices étant fort onéreux) pour empêcher leur corps de se décomposer durant son rapatriement lorsqu'ils décèdent loin de leur communauté.
Au cours de la deuxième croisade, la mort de croisés en terre infidèle pose la question du traitement du corps, les chevaliers voulant être enterrés dans leur patrie et non en territoire musulman. Le transport du corps entier sur de longues distances et en climat chaud est peu hygiénique, l'embaumement ne pouvant empêcher la décomposition que quelques jours. Une autre solution est employée, le mos Teutonicus, l'« usage teuton », expression inventée par le chroniqueur Boncompagno da Signa au XIIe siècle en référence aux chevaliers germaniques qui utilisent lors des croisades cette technique plus hygiénique et économique que l'embaumement, cette pratique étant attestée dès la fin du Xe siècle sur l'évêque de Hildesheim Gerdag (de).
Les premiers embaumeurs à l'époque des croisades sont des cuisiniers et des bouchers qui ont l'habitude d'ouvrir des carcasses et de les faire bouillir (pour ne laisser que les ossements), des barbiers chirurgiens experts dans la dissection ou des apothicaires qui ont des aromates à portée de main. Parfois, en plus du cœur prélevé et embaumé, la tête, les mains avec les avant-bras sont découpées et momifiées pour être ramenées à la veuve qui peut ainsi authentifier la dépouille. Ce procédé a l'avantage d'être plus hygiénique et moins coûteux.
Les aristocrates français et anglais préfèrent l'embaumement au mos Teutonicus (sauf cas de force majeure comme pour Saint Louis, Philippe III ou Bertrand Du Guesclin, Alphonse de Poitiers), pratiquant pour certains une partition du corps (dilaceratio corporis, « division du corps » en cœur, entrailles et ossements) avec des sépultures multiples comme le pratiquent les rois Plantagenêt et à leur suite à partir du XIIIe siècle, les princes capétiensdans le royaume de France (majoritairement les rois, parfois les reines ou les proches). Cette dilaceratio permet la multiplication des cérémonies (funérailles du corps, la plus importante, puis funérailles du cœur et funérailles des entrailles) et des lieux (avec un tombeau de corps, un tombeau de cœur et un tombeau d’entrailles, comme les gisants royaux à entrailles de l'abbaye de Maubuisson) où honorer le roi défunt.

## Procédé
L'excarnation ou « décarnisation » est un procédé de dépeçage du corps qui est démembré (pour faciliter l'étape suivante), éviscéré puis bouilli pendant plusieurs heures dans une marmite d'eau ou de vin aromatisé d'épices, ce qui permet de séparer la chair du reste du corps,. La chair et les viscères peuvent être enterrés immédiatement ou conservés dans du sel (comme de la viande animale) pour être rapatriés comme les ossements.

## Interdiction
Bien que l'Église catholique ait un grand respect pour cette pratique, le pape Boniface VIII considère que l'intégrité corporelle du défunt doit primer. Il interdit le mos Teutonicus par la décrétale Detestande feritatis du 27 septembre 1299,, reprise par la bulle De Sepulturis du 18 février 1300.
La décrétale décrit le procédé comme suit : lorsqu'un chrétien, « soit noble, soit haut dignitaire, meurt loin de son pays, alors qu'il avait choisi sa sépulture dans son pays ou loin des endroits de sa mort, les chrétiens soumis à cette coutume perverse, mus par un soin sacrilège, le vident sauvagement de ses entrailles et, le démembrant horriblement ou le coupant en morceaux, le jettent dans l'eau pour le faire bouillir au feu. Quand enfin l'enveloppe de chair s'est détachée de l'os, ils ramènent les os vers la région choisie pour les inhumer. ».
Dans la pratique, certains bénéficieront de bulles d'exemption de la part des papes pour continuer à utiliser le mos Teutonicus.